# Diepe wildernis: de wegen
Diepe Wildernis: de wegen (Portugees: Grande Sertão: Veredas) is een roman van de in het Portugees schrijvende Braziliaanse schrijver João Guimarães Rosa uit 1956.

## Inhoud en typering
In Diepe Wildernis: de wegen vertelt de voormalige, van de Sertão afkomstige huurling en bandiet Riobaldo, inmiddels een oude op de pampa wonende veeboer, zijn levensverhaal aan een anonieme, uit de stad afkomstige luisteraar. Hij doet dit in één lange ononderbroken monoloog, zonder hoofdstukken.
Riobaldo vertelt van de dood van de vroegere bandietenleider Joca Ramiro, die vermoord is door de verrader Hermógenes. Om hem te wreken sluit Riobaldo een pact met de duivel. De twijfel over de werkelijkheid hiervan laat hem vervolgens niet meer met rust. Wanneer zijn grote vriend Diadorim in een beslissend gevecht erin slaagt Hermógenes te doden, maar daarbij ook zelf omkomt, blijkt hij een vrouw te zijn: Diadorina, de dochter van Joca Ramiro. Het faustiaanse probleem van het pact met de duivel, van schuld en boete, de strijd tussen goed en kwaad, dit alles gesitueerd in de Sertão, vormt het hoofdthema van deze uiterst complexe, maar tegelijk epische en metafysische roman.

## Taalgebruik en vertaling
Diepe Wildernis: de wegen is uit het Portugees naar het Nederlands vertaald door August Willemsen; Willemsen werd door de kritiek hooggeprezen om zijn prestatie, die met recht bijzonder mag heten gezien het hoogstpersoonlijke taalgebruik van Guimarães Rosa, opgebouwd uit vocabulaire en syntactische constructies van de bewoner van de Sertão en van het Oudportugees, met ontelbare neologismen en verrassende woordcombinaties. Zijn taalgebruik wordt beschouwd als radicaal vernieuwend binnen de Braziliaanse literatuur. Critici noemen het soms ook wel gezocht, pretentieus en het eigenlijke verhaal onduidelijk makend.

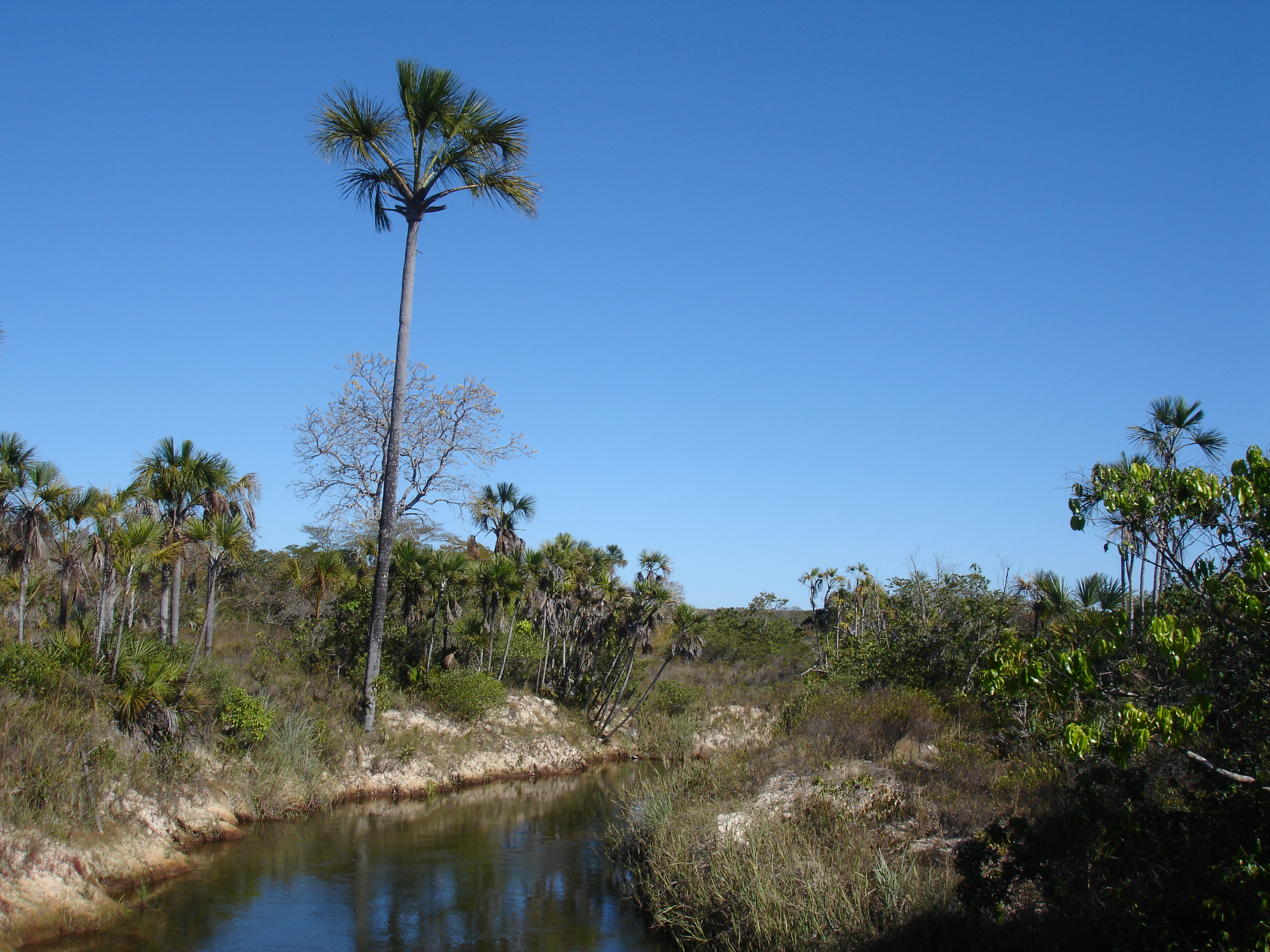
De Sertão

## Opening van de roman
Niks, niemandal. Die schoten die u hoorde waren niet van vechten, nee, God zij. Ik was het, scherpschieten op een boom, in de achtertuin, beneden bij de beek. Om te oefenen. Doe ik dagelijks, doe ik graag, al sinds mijn jongelingsjaren. Daarna kwamen ze me roepen. Wege een kalf: wit kalf, verdwaald, verweesde ogen -was wat men zag-; en met het masker van een hond. Vertelden ze me; ik heb het niet willen zien.

## Waardering
Diepe Wildernis: de wegen geldt algemeen als een hoogtepunt in de Braziliaanse literatuur van de Twintigste Eeuw. Het boek wordt door sommigen wel vergeleken met werken als Ulysses van James Joyce en Berlin Alexanderplatz van Alfred Döblin. In 2002 werd het opgenomen in de lijst van belangrijkste boeken uit de wereldliteratuur, samengesteld door de Zweedse Academie.

## Trivia
- In 1985 werd Diepe Wildernis: de wegen voor de Braziliaanse televisie bewerkt tot een miniserie.